# Pierre-Jean Mariette
Pierre-Jean Mariette (Parigi, 7 maggio 1694 – Parigi, 10 settembre 1774) è stato un incisore, collezionista d'arte, storico dell'arte e libraio francese.

## Biografia

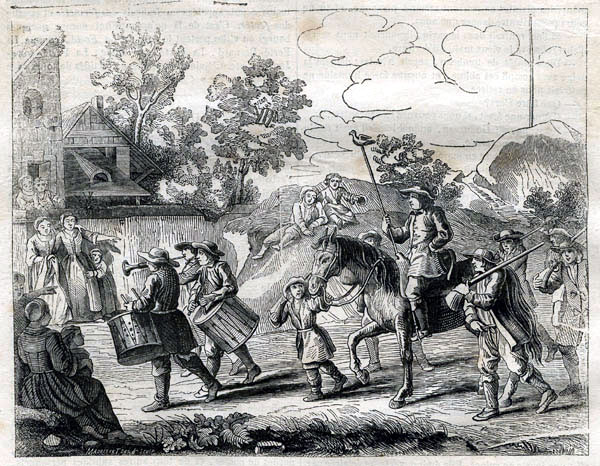
Ritorno del vincitore del gioco del papegai di Pierre-Jean Mariette (XVIII secolo).

Alla fine dei suoi studi al gesuita Collège de Clermont a Parigi nel 1717, il padre, Jean Mariette (1660-1742), lo mandò in giro affinare le sue conoscenze e rafforzare i lontani legami familiari. Si reca inizialmente ad Amsterdam, all'epoca centro del mercato d'arte, poi in Germania. A Vienna, cataloga la collezione d'arte del Principe Eugenio. Pierre-Jean Mariette, di carattere affabile, curioso e socievole, fa delle conoscenze e prende contatti nella comunità artistica e scientifica in Europa, con cui rimane in corrispondenza.
Nel 1733, grazie alle relazioni artistiche, Mariette è nominato membro della prestigiosa Accademia delle arti del disegno di Firenze. 
La sua conoscenza incisioni e la sua amicizia con l'incisore e collezionista Caylus e l'artista Charles Antoine Coypel gli assicurano un ruolo dominante nella riorganizzazione de l'antica collezione d'incisioni della Bibliothèque royale.
Nel 1741 a Mariette è chiesto di elaborare il catalogo di vendita della collezione di dipinti e oggetti d'antiquariato che apparteneva a Pierre Crozat, morto l'anno precedente. È il primo esempio di catalogo moderno e descrittivo. Mariette acquisisce in occasione dell'asta dei beni Crozat diverse opere di grafica della celebre raccolta, presenti nel catalogo da lui stesso redatto. Fra queste spiccano fogli di Parmigianino e Michelangelo Buonarroti pervenute a Crozat dalla celebre collezione Muselli di Verona.
Una parte delle sue collezioni, comprata da Emmerich Joseph de Dalberg, costituisce il nucleo iniziale del gabinetto d'arte grafica dell'Hessisches Landesmuseum di Darmstadt.
A lui si deve uno stile di incorniciatura delle opere, detto montaggio Marietteo lavis Mariette, un tipo di incorniciatura con un passepartout basata su un'armonia in blu, bianco e oro, ed effetti di rilievo con una targhetta con il titolo e il nome dell'autore, oggi ancora in uso.

## Pubblicazioni
- Abecedario de P.-J. Mariette, et autres notes inédites de cet amateur sur les arts et les artistes, ouvrage publié par MM. Ph. de Chennevières et A. de Montaiglon
- Traité des pierres gravées, 2 vol. Paris: chez P.J. Mariette, 1750 (vol. 1; vol.2 su Google books)